# Stamatios Nikolopoulos
Stamatios Nikolopoulos (græsk: Σταμάτιος•Νικολόπουλος) var en græsk cykelrytter. Han deltog ved de første moderne olympiske lege i 1896 i Athen. 
Nikolopoulos deltog i banecykling ved OL. Han stillede op i sprint, hvor han blev nummer to efter franskmanden Paul Masson, mens en anden franskmand, Léon Flameng, blev nummer tre. I alt deltog fire cykelryttere i konkurrencen. I tidskørsel over 333⅓ meter kørte han i næsthurtigste tid, 26 sekunder, men tyske Adolf Schmal opnåede samme tid. Derfor måtte de køre én gang til, hvor Nikolopoulos kørte på 25 2/5 sekunder, mens Schmal kørte på 26 3/5 sekund, og Nikolopoulos blev dermed nummer to, mens Schmal blev nummer tre. Vinder blev Paul Masson.